# Агент и 1/2
„Агент и 1/2“ (на английски: Central Intelligence) е американска екшън комедия от 2016 г. на режисьора Роусън Маршал Търбър. Снимките се провеждат от април до юли 2015 г. Премиерата се състои на 10 юни 2016 г. в Лос Анджелис, а по кината в САЩ и България филмът излиза на 17 юни 2016 г.

## Сюжет
Обикновен счетоводител се сприятелява във Фейсбук със съученик от гимназията и се оказва въвлечен в света на ЦРУ.

## Актьорски състав
| Актьор           | Роля               |
| ---------------- | ------------------ |
| Дуейн Джонсън    | Боб Стоун          |
| Кевин Харт       | Калвин Джойнър     |
| Ейми Райън       | агент Памела Харис |
| Арън Пол         | Фил                |
| Даниел Николет   | Маги Джойнър       |
| Тимъти Джон Смит | агент Ник Купър    |
| Меган Парк       | Лекси              |
| Райън Хансън     | Стив               |
| Томас Кречман    | купувачът          |

## Заснемане
Снимките на филма започват на 6 май 2015 г. и се състоят на различни места в щата Масачузетс, включително Бостън, Бърлингтън, Лин, Мидълтън и Куинси. Заснемането на филма приключва през юли 2015 г.